# Samba-choro
O Samba-Choro é um subgênero musical surgido na década de 1930 resultante das fusões dos elementos rítmicos e da formação instrumental do samba com o choro, ambos gêneros musicais da música popular brasileira.
Geralmente é a música da dança de salão denominada samba de gafieira.
Samba-choro inclui tanto os samba-choros cantados (geralmente denominados apenas como sambas) quanto os instrumentais (geralmente denominados apenas como choros).
Alguns exemplos de samba-choro:
- Aí, seu Pinguça, de Pixinguinha
- Bole Bole, de Jacob do Bandolim
- Bolinha de Papel, de Geraldo Pereira
- Gostosinho, de Jacob do Bandolim
- Conversa de Botequim, de Noel Rosa
- Falsa Baiana, de Geraldo Pereira
- Meu Caro Amigo, de Chico Buarque